# فيرا باك
فيرا باك (بالإنجليزية: Vera Winifred Buck)‏ هي ملحنة وعازفة بيانو أسترالية، ولدت في 15 فبراير 1903 في كيو ‏ في أستراليا، وتوفيت في 1986.